# Yingchang
Yingchang (chinois : 应昌城 ; pinyin : yìngchāng chéng ; translittération mongole mongol : Инчан хот, romanisation : Inchan Khot, également appelée en chinois, Luwang Cheng (chinois : 鲁王城 ; pinyin : lǔwáng chéng) est une ancienne ville mongole de République populaire de Chine. Elle était importante sous la dynastie Yuan, elle devient la capitale, sous la dynastie Yuan du Nord entre 1369 et 1370.
Son site est basé sur l'actuelle Bannière de Hexigten, sur la ville-préfecture de Chifeng, dans l'actuelle Mongolie-Intérieure, sur le territoire de la Chine. Elle est située près du Lac Taal.